# Penca Hill
Penca Hill är en kulle i Antarktis. Den ligger i Sydshetlandsöarna. Argentina, Chile och Storbritannien gör anspråk på området. Toppen på Penca Hill är 200 meter över havet.
Terrängen runt Penca Hill är huvudsakligen kuperad, men den allra närmaste omgivningen är varierad. Trakten är obefolkad. Det finns inga samhällen i närheten. 